# Anthaxia klessi
Anthaxia klessi es una especie de escarabajo del género Anthaxia, familia Buprestidae. Fue descrita científicamente por Niehuis en 1991.